# Eremias multiocellata
Eremias multiocellata es una especie de lagarto del género Eremias, familia Lacertidae, orden Squamata. Fue descrita científicamente por Günther en 1872.

## Descripción
La longitud hocico-respiradero es de 63 milímetros y presenta un peso de 6,0 gramos.

## Distribución
Se distribuye por China, Mongolia, Uzbekistán, Kazajistán, Kirguistán y Rusia.